# Afrikansk tigerhäger
Afrikansk tigerhäger (Tigriornis leucolopha) är en svårsedd afrikansk fågel i familjen hägrar. Den förekommer i mangroveträsk och utmed skogsbelägna vattendrag från Senegal till Angola. Arten minskar i antal, men beståndet anses ändå vara livskraftigt.

## Utseende och läten
Afrikansk tigerhäger är en 66–80 cm lång häger med dolkformad näbb och som namnet avslöjar en tvärbandad fjäderdräkt, i svart och gulbrunt. Den har en diagnostisk vit tofs på huvudet som dock ofta döljs av nackfjädrarna och kan därför vara svår att se. I flykten verkar den helmörk med vitspetsade handpennor. Lätet är ett vittljudande enkelt eller dubbelt klagande ljud, regelbundet upprepat i långsamt tempo. Det framförs vanligen kort strax före gryning och efter skymning.

## Utbredning och systematik
Fågeln förekommer i ekvatoriala Afrika i ett band från Senegal österut till Kamerun, Gabon, Republiken Kongo, Demokratiska republiken Kongo, Centralafrikanska republiken och norra Angola. Den placeras som enda art i släktet Tigriornis och behandlas som monotypisk, det vill säga att den inte delas in i några underarter.

## Levnadssätt
Fågeln påträffas utmed skuggade skogsbelägna vattendrag och i mangroveträsk där den lever tillbakadraget och huvudsakligen nattetid och därför sällan sedd. Vid upptäckt fryser den likt rördrommar.
Födan består av småfisk, kräftdjur, spindlar, insekter, grodor, ormar och ödlor. Dess häckningsvanor är dåligt kända. Häckningssäsongen varierar lokalt, med en tendens att sammanfalla med nederbörd.

## Status och hot
Arten har ett stort utbredningsområde och en stor population, men tros minska i antal på grund av habitatförlust, dock inte tillräckligt kraftigt för att den ska betraktas som hotad. Internationella naturvårdsunionen IUCN kategoriserar därför arten som livskraftig (LC). Världspopulationen uppskattas till mellan 25 000 och 100 000 individer.

## Taxonomi och namn
Afrikansk tigerhäger beskrevs vetenskapligt av Sir William Jardine, 7:e baron Applegirth år 1846. Dess vetenskapliga släktesnamn Tigriornis betyder "tigerfågel", medan artnamn leucolophu är en latinisering av grekiska λευκολοφος leukolophos, som betyder "vittofsad", en sammansättning av λευκος leukos, "vit", och λοφος ’’lophos’’, "tofs".